# Антоловец
Антоловец (хрв. Antolovec) је насељено место у општини Леград, Копривничко-крижевачка жупанија, Хрватска.

## Историја
До територијалне реорганизације у Хрватској био је у саставу старе општине Копривница.

## Становништво
У попису становништва из 2011. године, Антоловец је имао 75 становника.
| Број становника према пописима | Број становника према пописима | Број становника према пописима | Број становника према пописима | Број становника према пописима | Број становника према пописима | Број становника према пописима | Број становника према пописима | Број становника према пописима | Број становника према пописима | Број становника према пописима | Број становника према пописима | Број становника према пописима | Број становника према пописима | Број становника према пописима | Број становника према пописима |
| ------------------------------ | ------------------------------ | ------------------------------ | ------------------------------ | ------------------------------ | ------------------------------ | ------------------------------ | ------------------------------ | ------------------------------ | ------------------------------ | ------------------------------ | ------------------------------ | ------------------------------ | ------------------------------ | ------------------------------ | ------------------------------ |
| 1857                           | 1869                           | 1880                           | 1890                           | 1900                           | 1910                           | 1921                           | 1931                           | 1948                           | 1953                           | 1961                           | 1971                           | 1981                           | 1991                           | 2001                           | 2011                           |
| 160                            | 166                            | 150                            | 176                            | 203                            | 217                            | 226                            | 232                            | 240                            | 235                            | 207                            | 211                            | 151                            | 123                            | 93                             | 75                             |

### Попис1991.
У попису из 1991. године, насељено место Антоловец је имало 123 становника.

### Попис1910.
| Антоловец                                                                                   | Антоловец                           |
| ------------------------------------------------------------------------------------------- | ----------------------------------- |
| језик                                                                                       | вера                                |
| укупно: 217 Хрватски 214 (98,61%) Мађарски 1 (0,46%) Немачки 1 (0,46%) Словеначки 1 (0,46%) | укупно: 217 Римокатолици 217 (100%) |